# Chapelle Notre-Dame de Locmaria-an-Hent
Pour les articles homonymes, voir Chapelle Notre-Dame.
La chapelle Notre-Dame de Locmaria-an-Hent est une église catholique située dans la commune de Saint-Yvi, dans le Finistère en Bretagne. De style gothique cornouaillais, elle est édifiée à partir du XVe siècle en tant qu'église tréviale de la paroisse d'Elliant. Son enclos comprend également un calvaire et un ossuaire. Située sur le parcours de l'ancienne voie romaine de Quimper à Vannes, elle fait partie des étapes du Tro Breiz.
En 1792, le terroir de Locmaria-an-Hent est regroupé avec celui de la trève de Saint-Yvi pour former l'actuelle commune de Saint-Yvi.
L'ensemble monumental est classé monument historique en 1910 et les arbres du placître sont protégés comme site naturel inscrit en 1931.

## Localisation
La chapelle est située dans la partie orientale de la commune de Saint-Yvi.

## Histoire
La chapelle actuelle date du début du XVIe siècle et est située au centre du village de Locmaria. En 1641 la chute de l'arc diaphragme supportant le clocheton central entraîne la destruction de ce dernier. Un nouveau clocher est alors construit, assis sur le pignon occidental de la chapelle ; il porte les armes de la famille de Tréanna.
La chapelle était sur le chemin du Tro Breiz dont elle était une étape. Son pardon est célébré le dimanche dans l'octave de l'Ascension.
La dernière restauration de la chapelle a commencé en 1986 par la réfection de la toiture et de la charpente et se poursuit encore en 2023 par la restauration de la statuaire grâce à l'action de la municipalité et de l'association de Locmaria-an-Hent, créée en 1986.

## Architecture

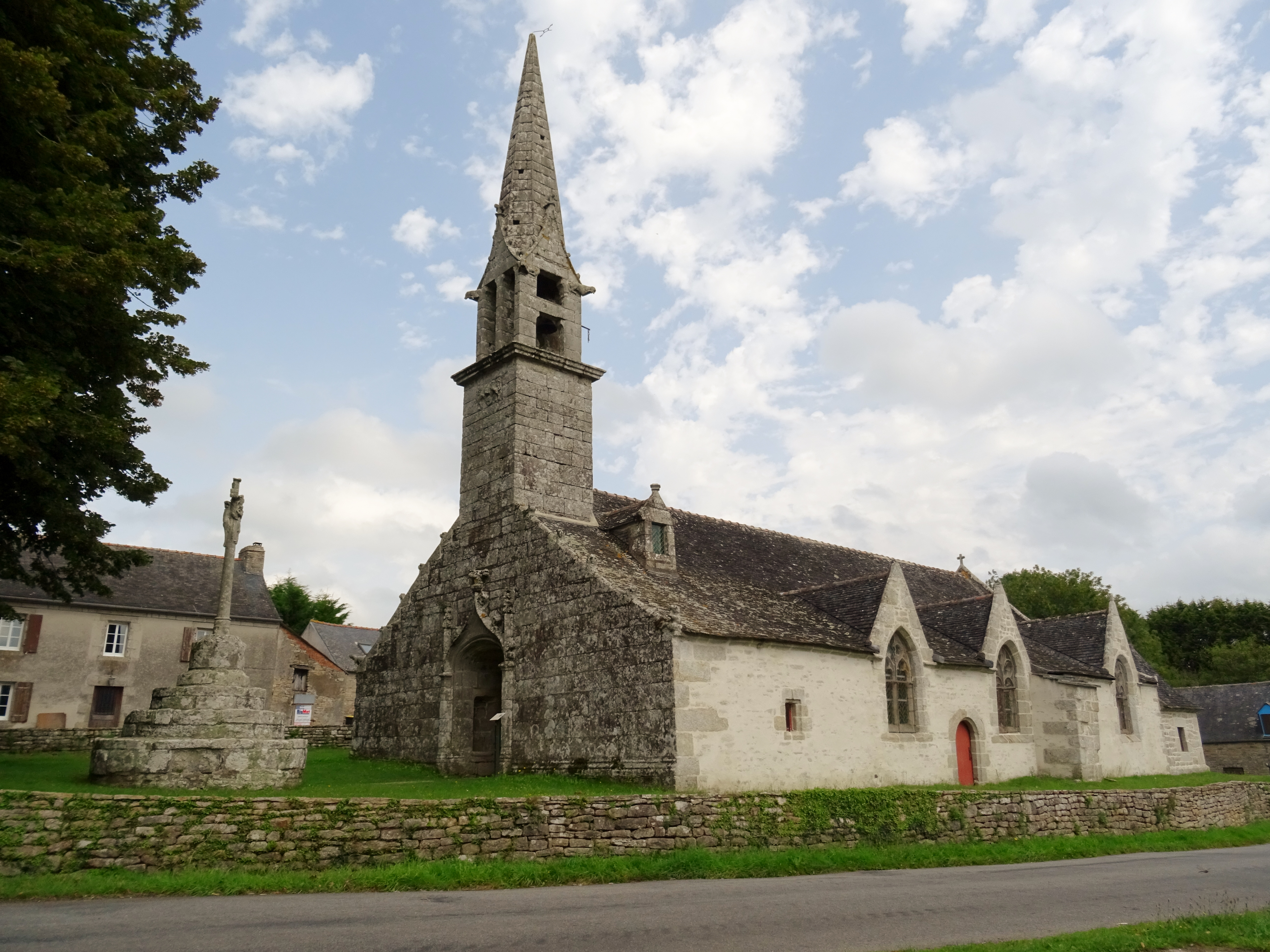
La chapelle Notre-Dame de Locmaria-an-Hent et son enclos vus du sud-ouest.
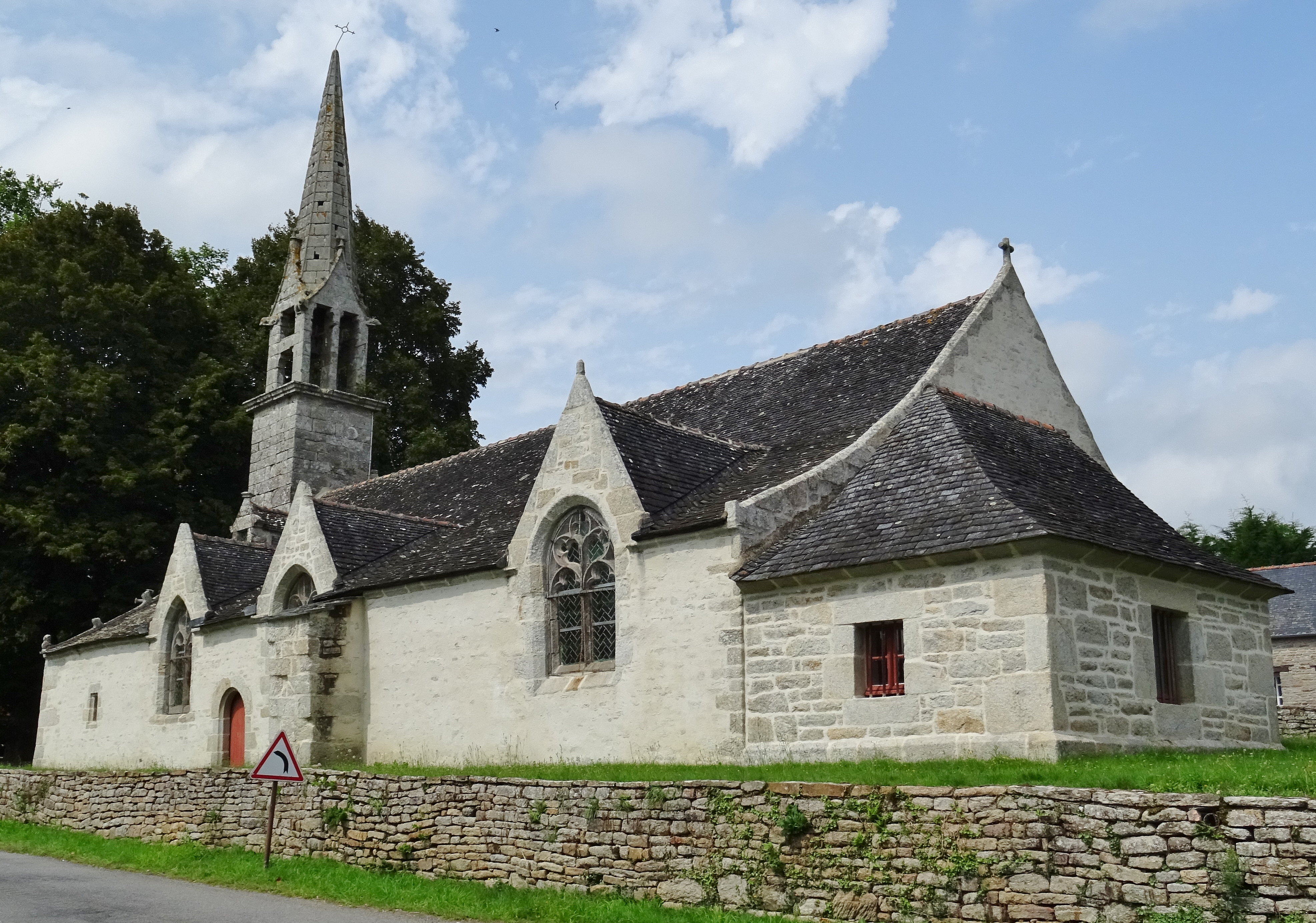
La chapelle Notre-Dame de Locmaria-an-Hent vue du sud-est.
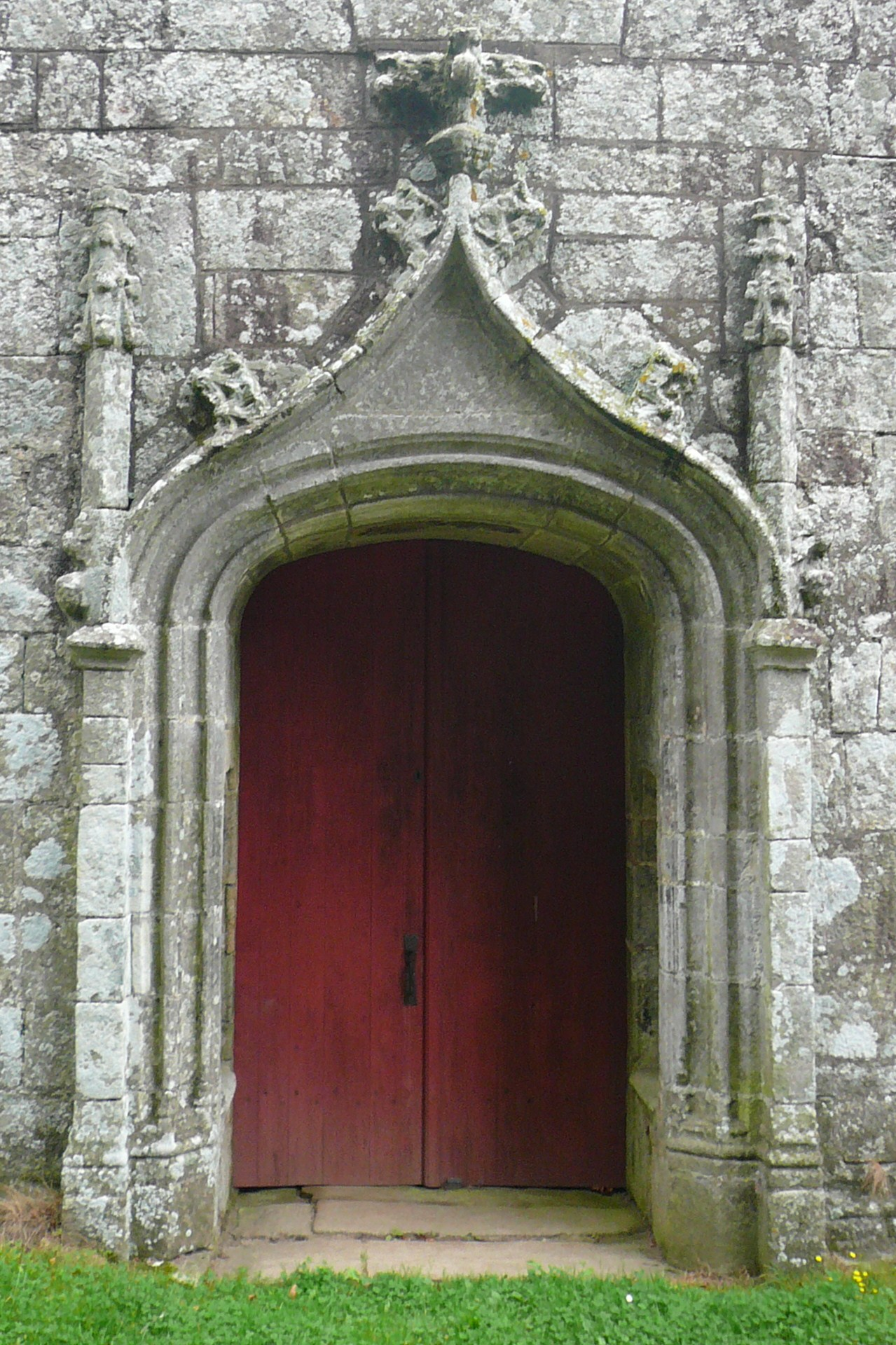
La chapelle Notre-Dame de Locmaria-an-Hent : portail occidental.
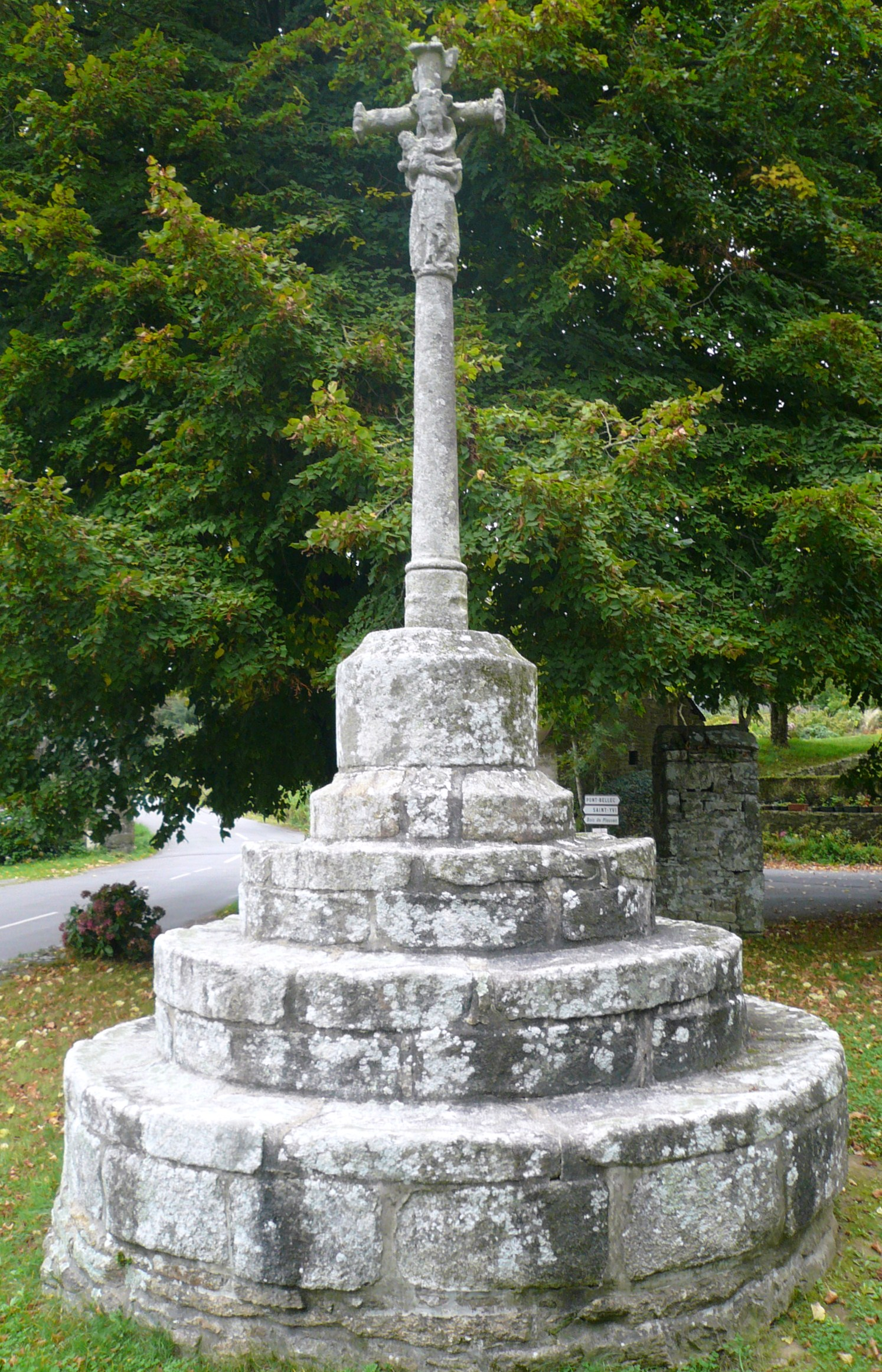
Le calvaire situé dans l'enclos de la chapelle de Locmaria-an-Hent.
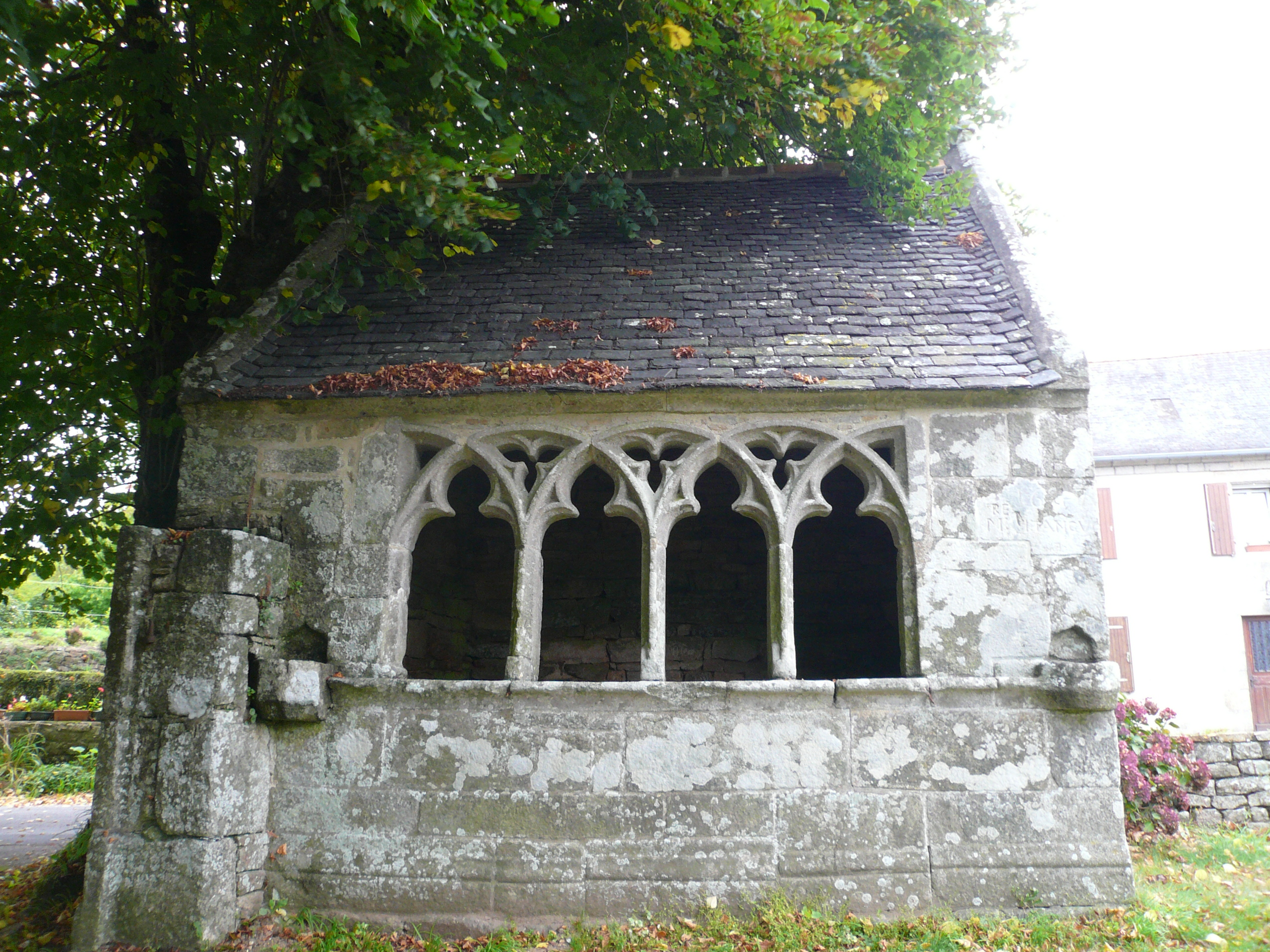
L'ossuaire situé dans l'enclos de la chapelle de Locmaria-an-Hent.

## Mobilier
La statue de sainte Félicité est un panneau sculpté et peint en bois polychrome datant du XVIIIe siècle : le culte de cette sainte et de ses sept fils martyrs a joui d'un tel prestige que le récit biblique a été adapté à bien des situations locales ; ici elle fait l'éducation religieuse des Sept saints fondateurs de la Bretagne.

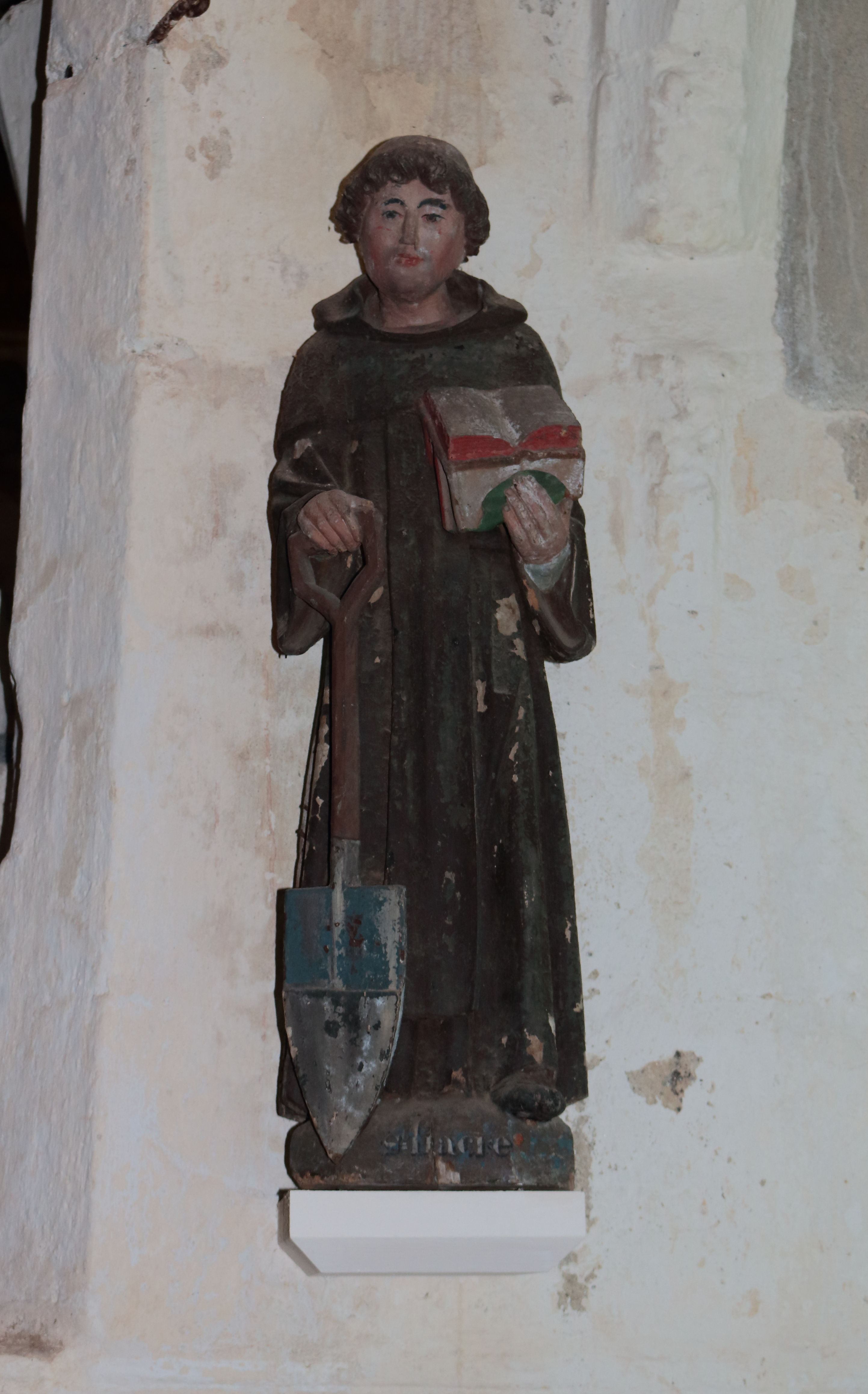
Statue de saint Fiacre.
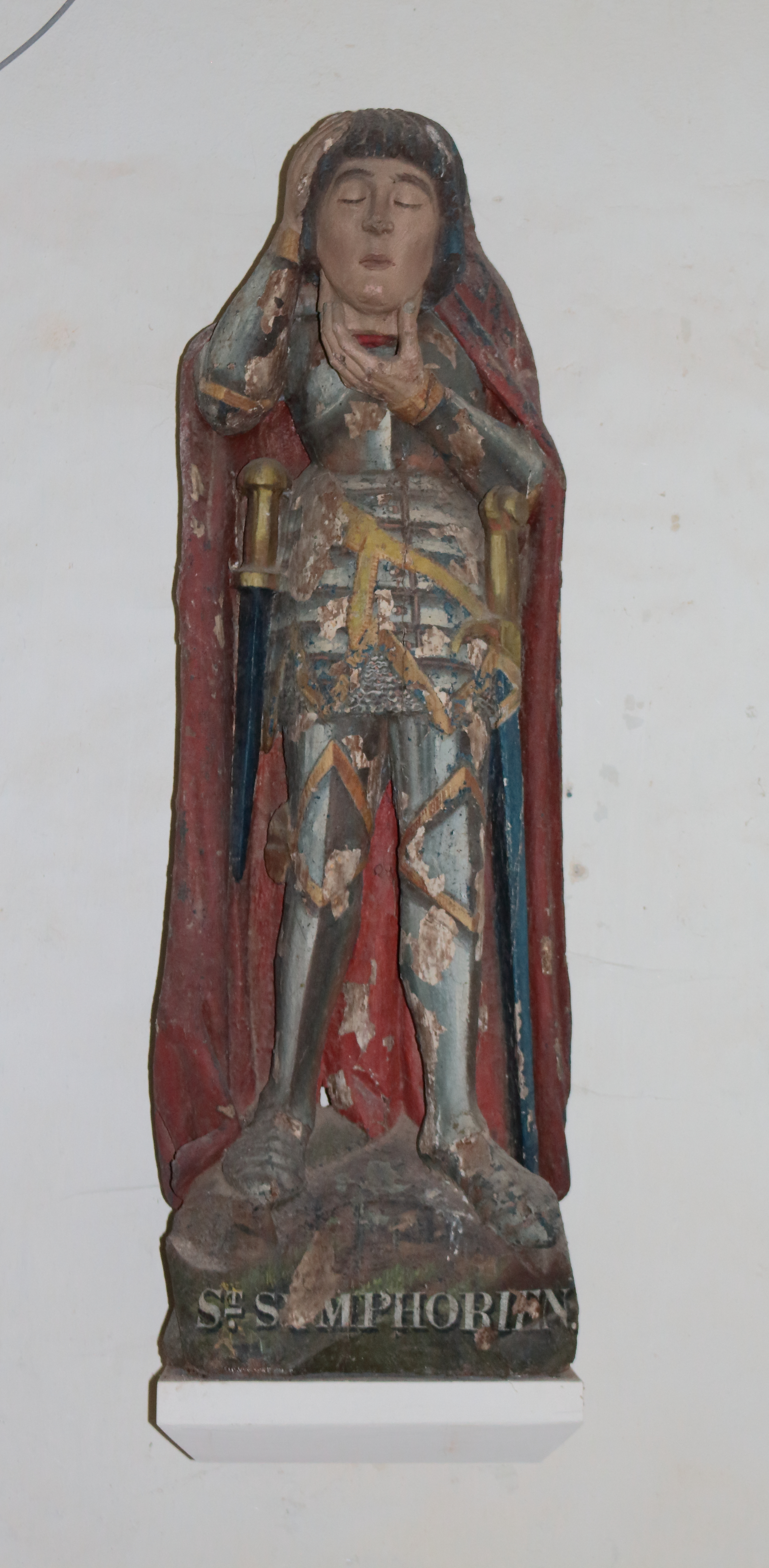
Statue de saint Symphorien.
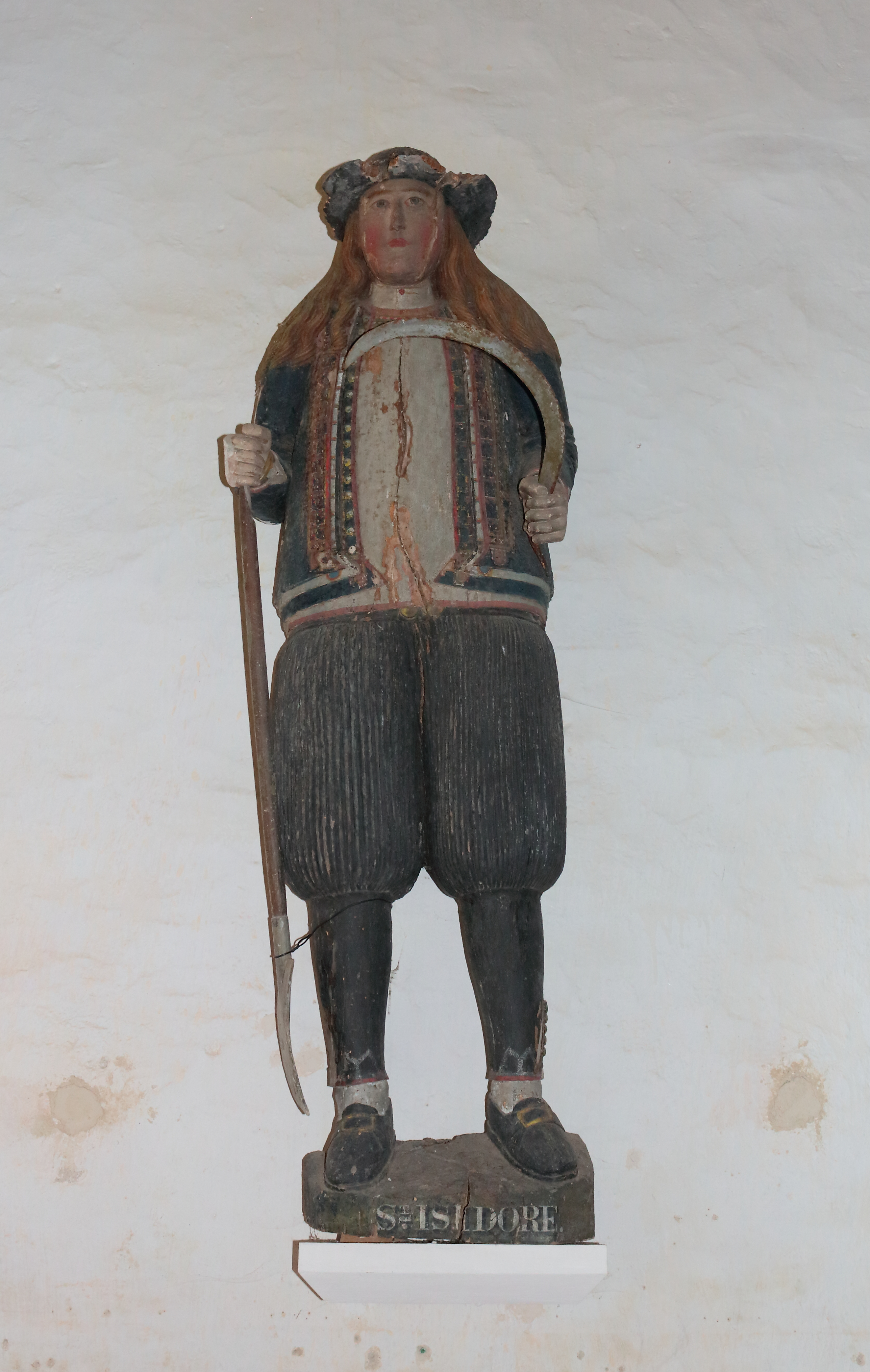
Statue de saint Isidore.
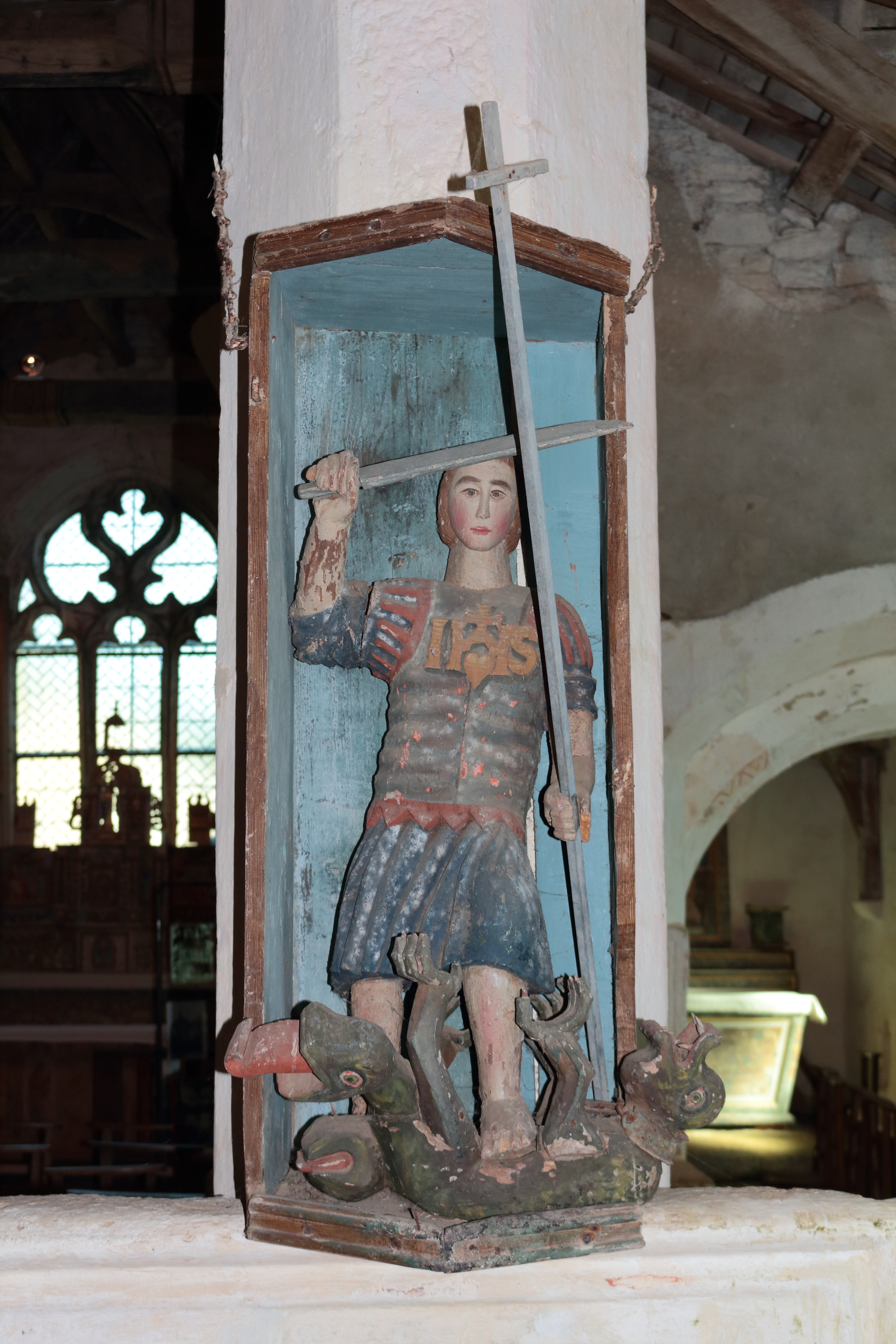
Statue de saint Michel terrassant le dragon.
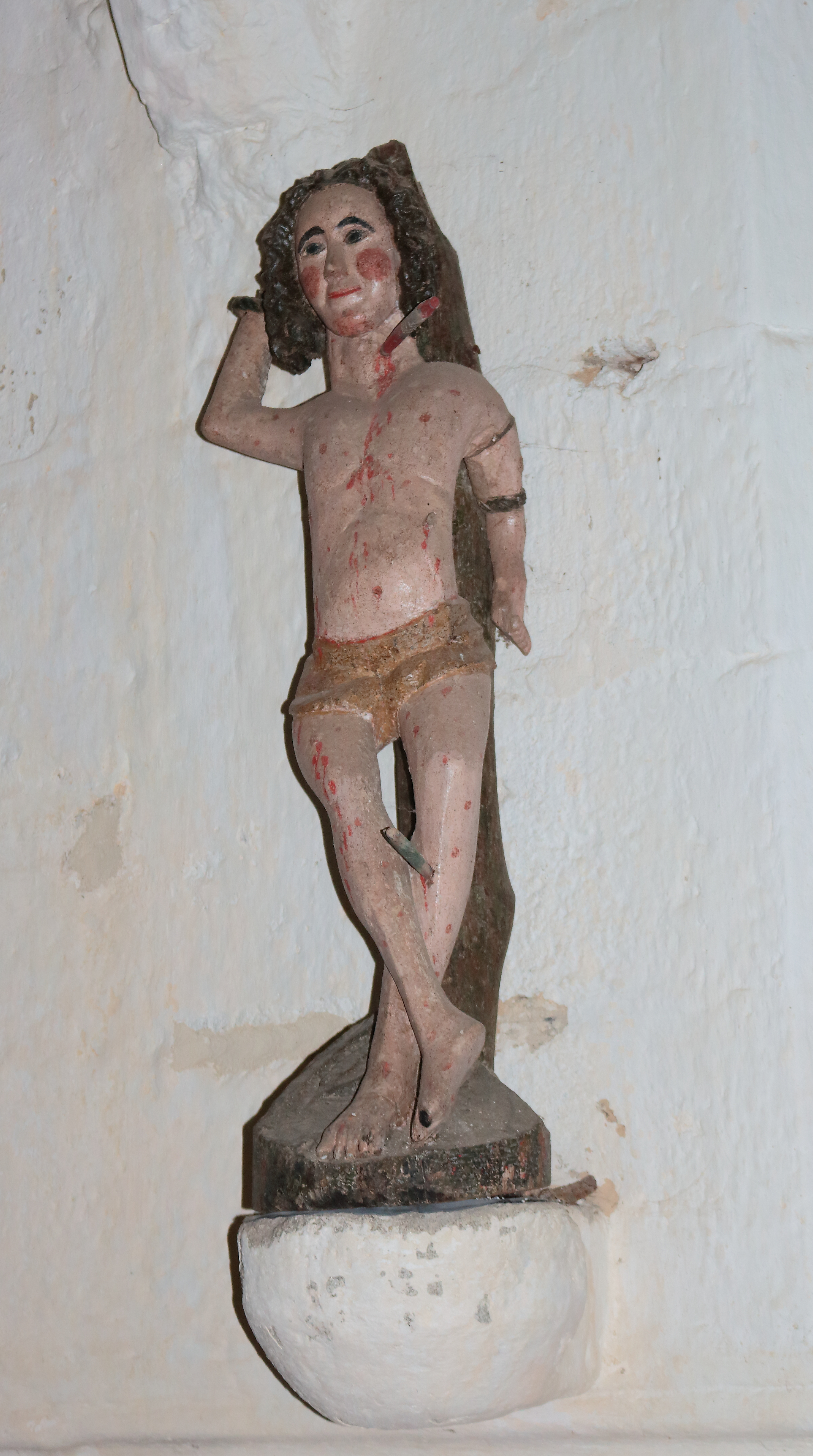
Statue de saint Sébastien.
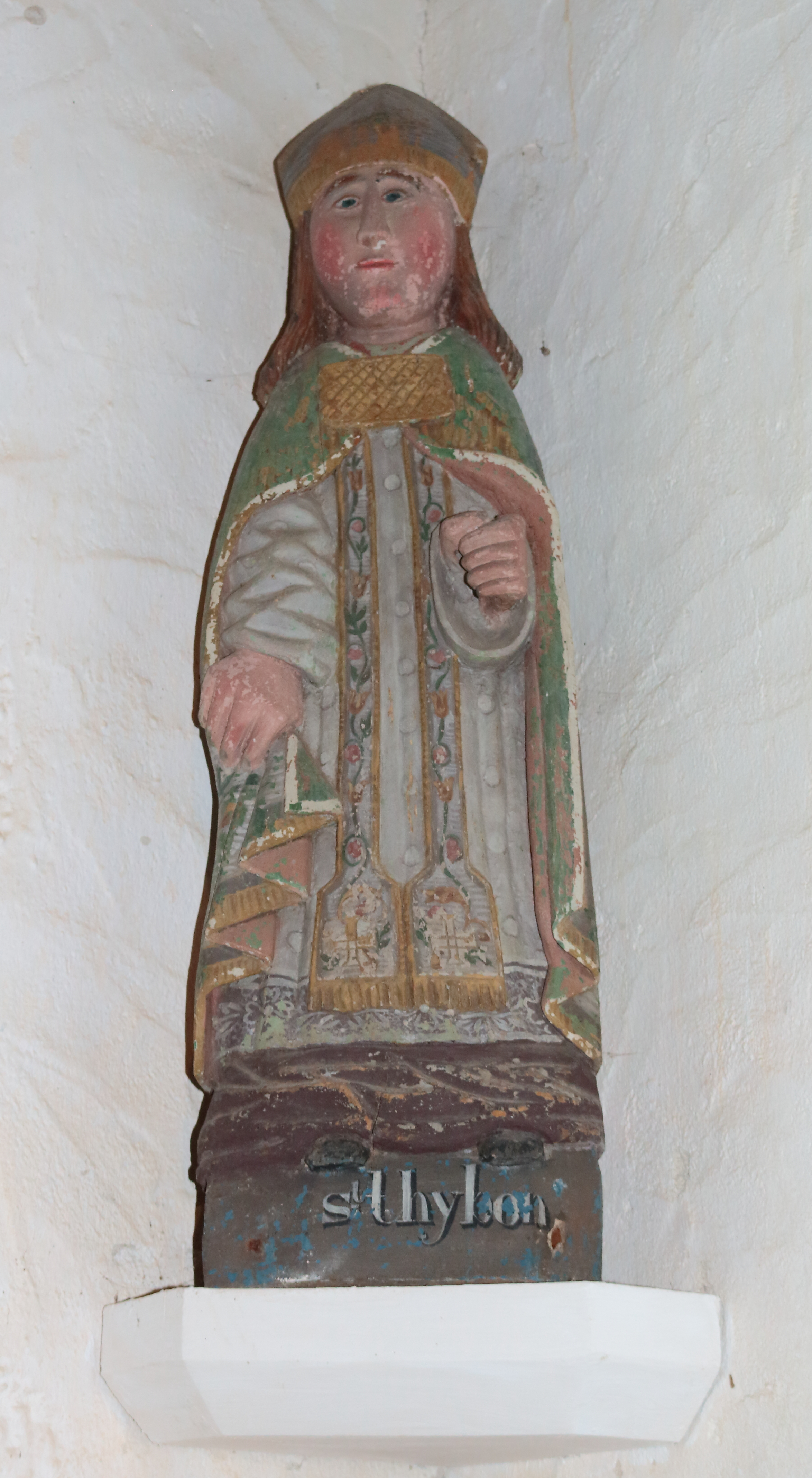
Statue de saint Diboan.
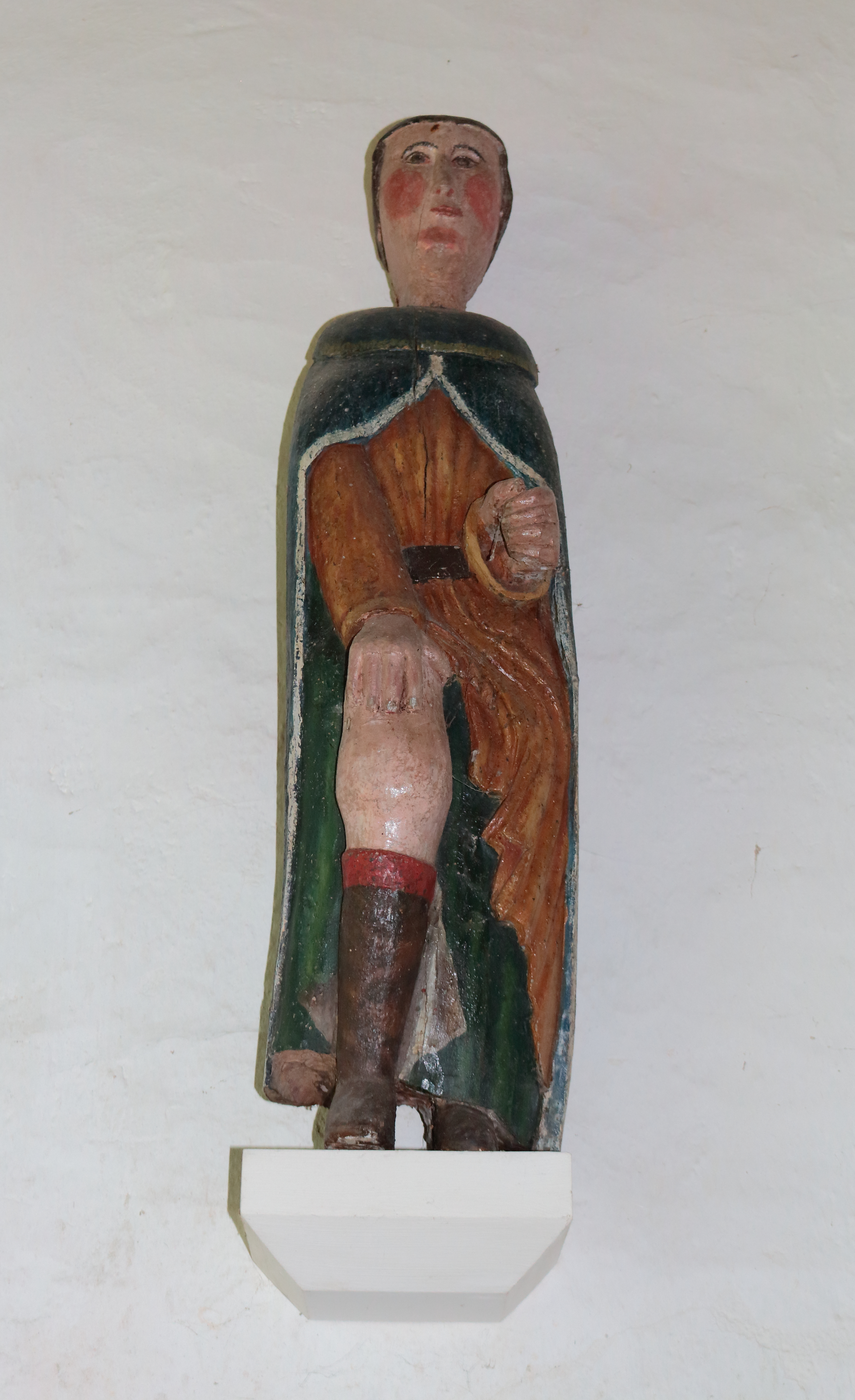
Statue de saint Roch.

Le retable du maître-autel présente, entre ses vingt colonnettes torses quatre bas-reliefs représentant le Baiser de Judas, Jésus devant Pilate, la Flagellation et le Portement de Croix. Le tabernacle était orné de statuettes représentant le Christ et les saints Pierre et Paul, mais elles sont disparues ; le chœur est fermé par des balustres en bois datant du XVIIIe siècle.

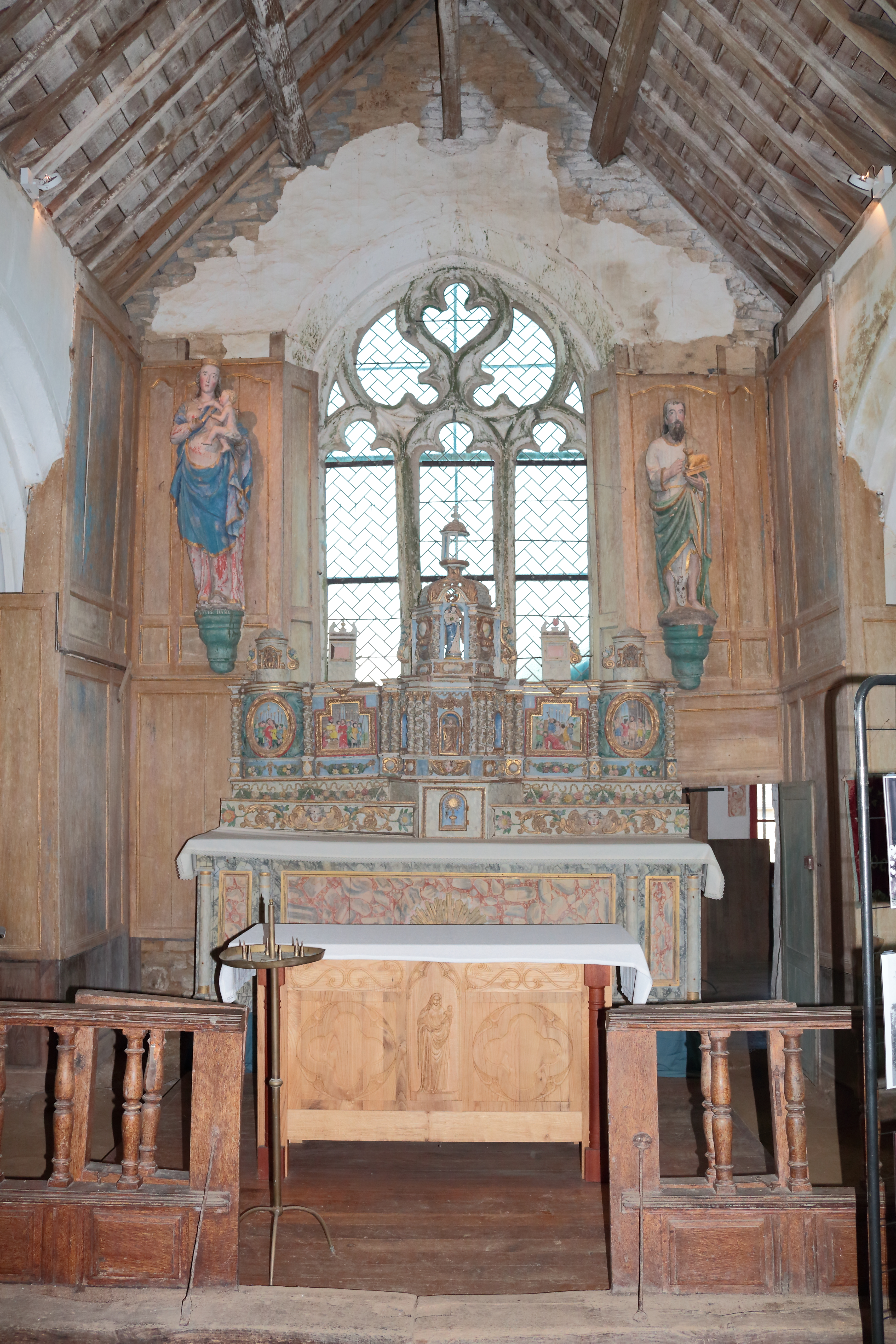
Le chœur et le maître-autel.
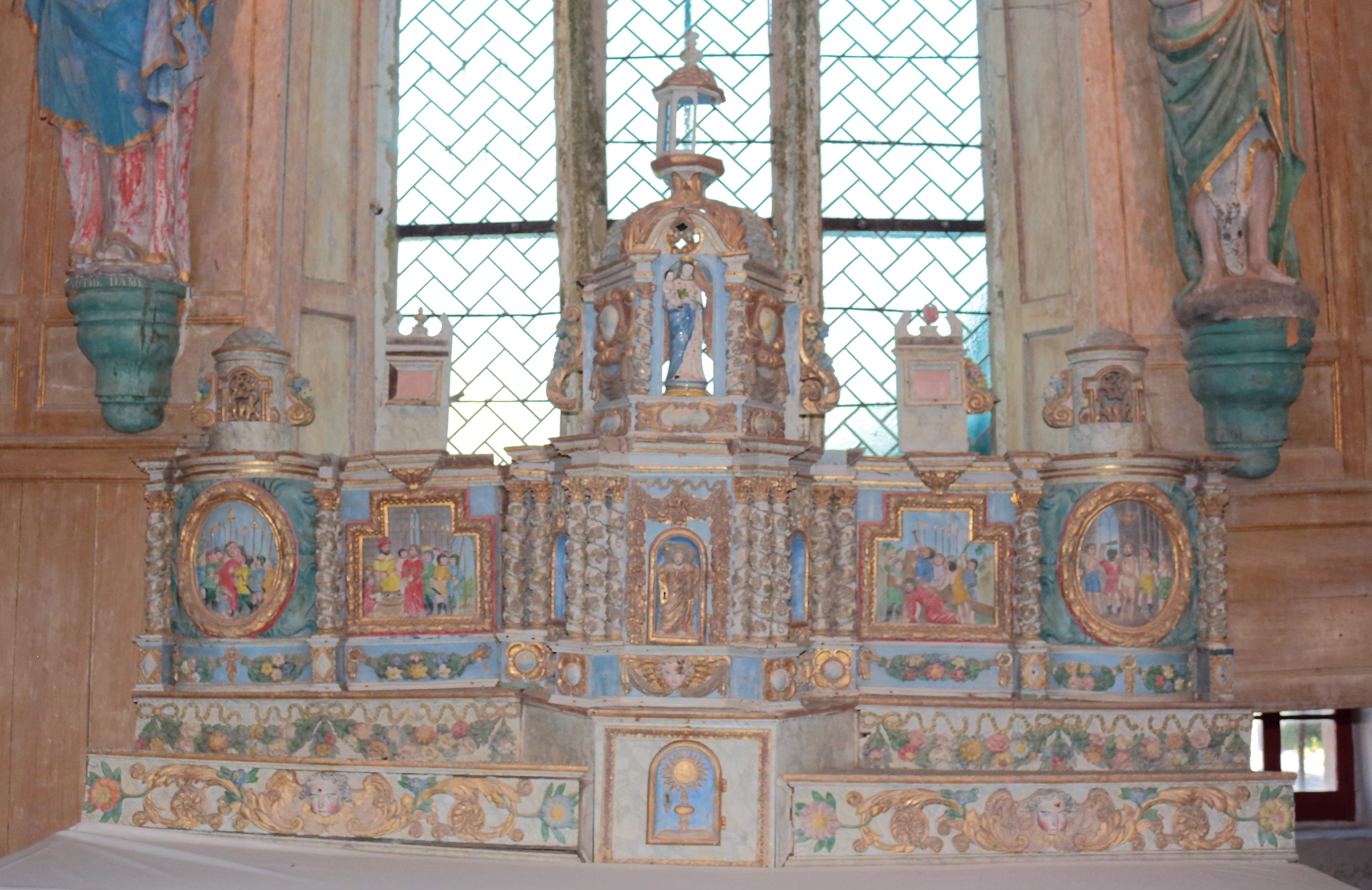
Le maître-autel : vue d'ensemble.
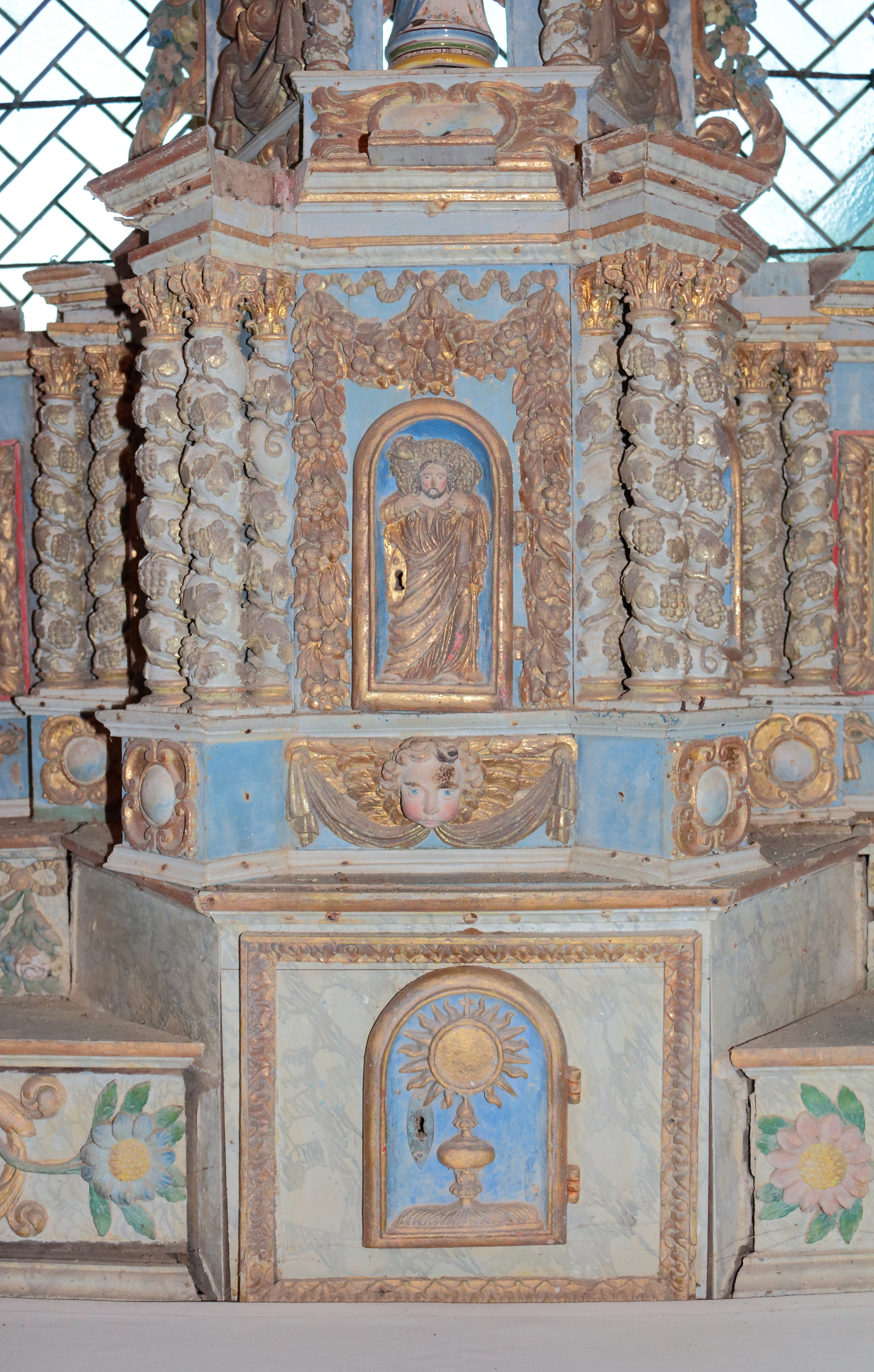
Le maître-autel : vue partielle (le tabernacle.
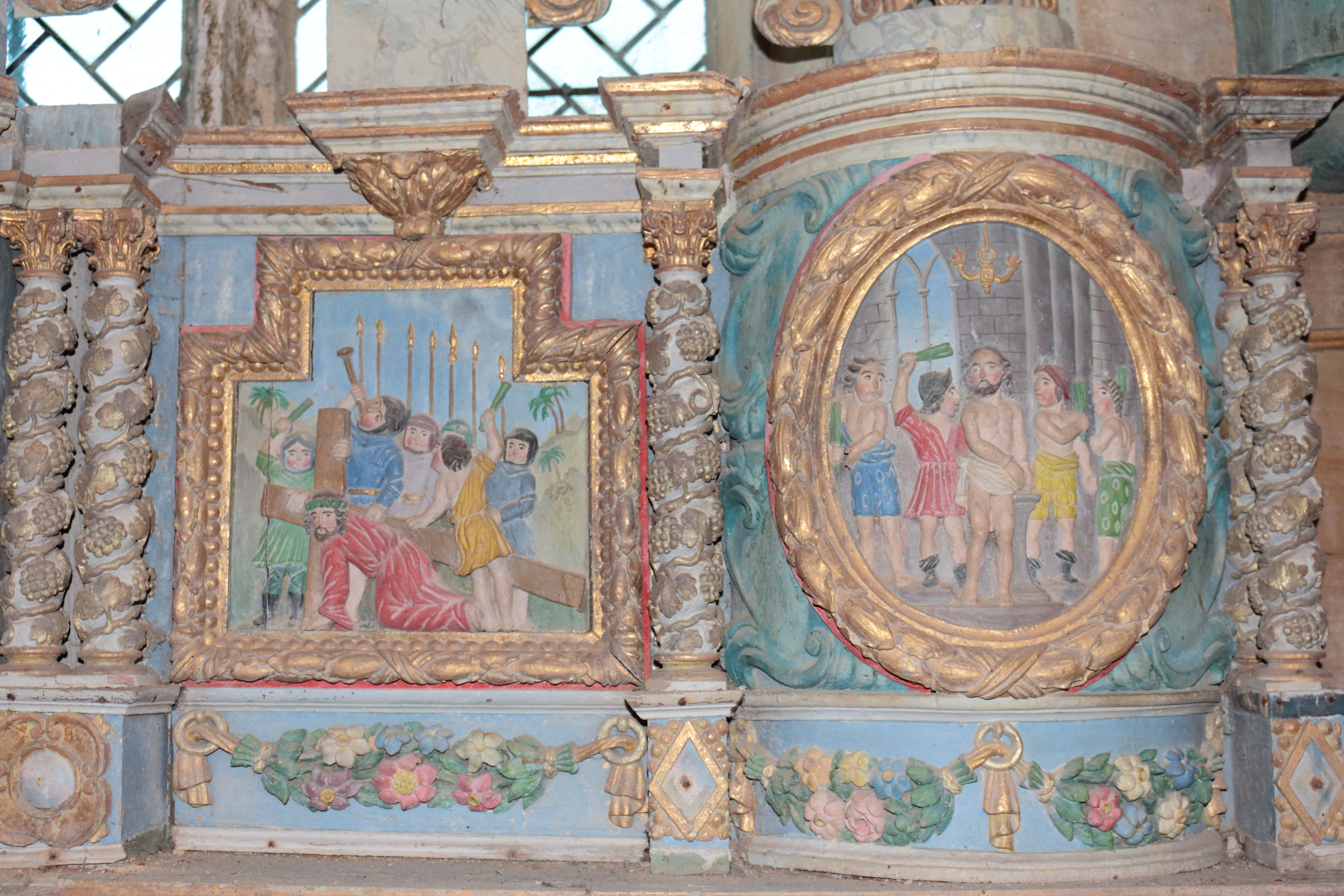
Le maître-autel : vue partielle (partie droite).
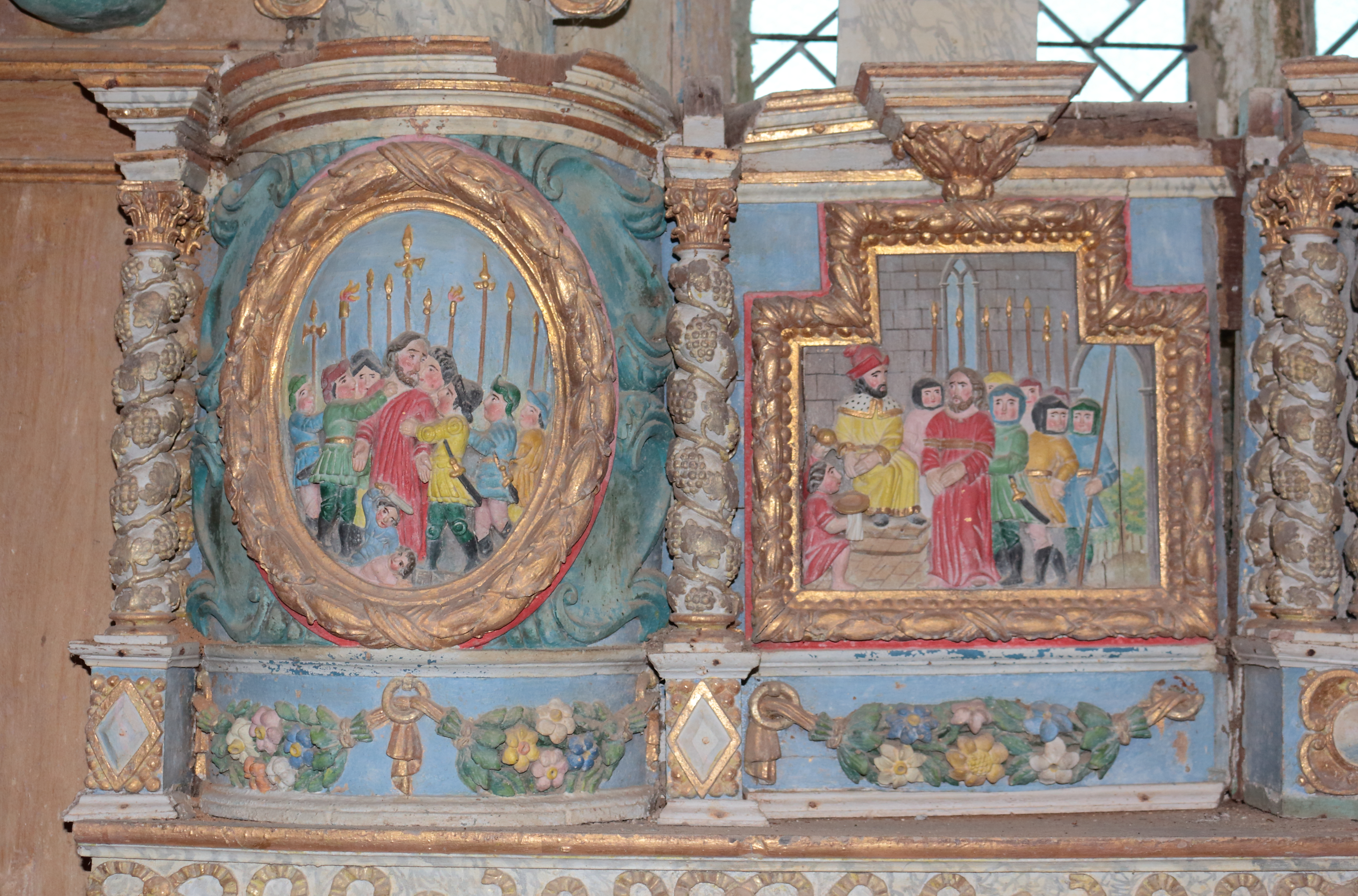
Le maître-autel : vue partielle (partie gauche).

Les deux statues de Notre-Dame et de saint Jean-Baptiste, situées de part et d'autre du maître-autel dans le chœur sont en bois polychrome et datent du XVIe siècle : Marie, dont l'humble coiffure contraste avec sa riche vêture, a perdu une partie de sa main droite dans laquelle elle tenait une grenade, fruit symbole de la fécondité, que caressait Jésus ; saint Jean-Baptiste est représenté comme à l'accoutumée : sur le Livre des Écritures est posé l'Agneau de Dieu, le Christ, en direction duquel il pointe le doigt en disant : « Voici l'Agneau de Dieu » ; selon les dires de l'Évangile, il portait un vêtement en poils de chameau : la tête de l'animal est sculptée très approximativement car ce n'était pas un animal familier pour les sculpteurs de l'époque.

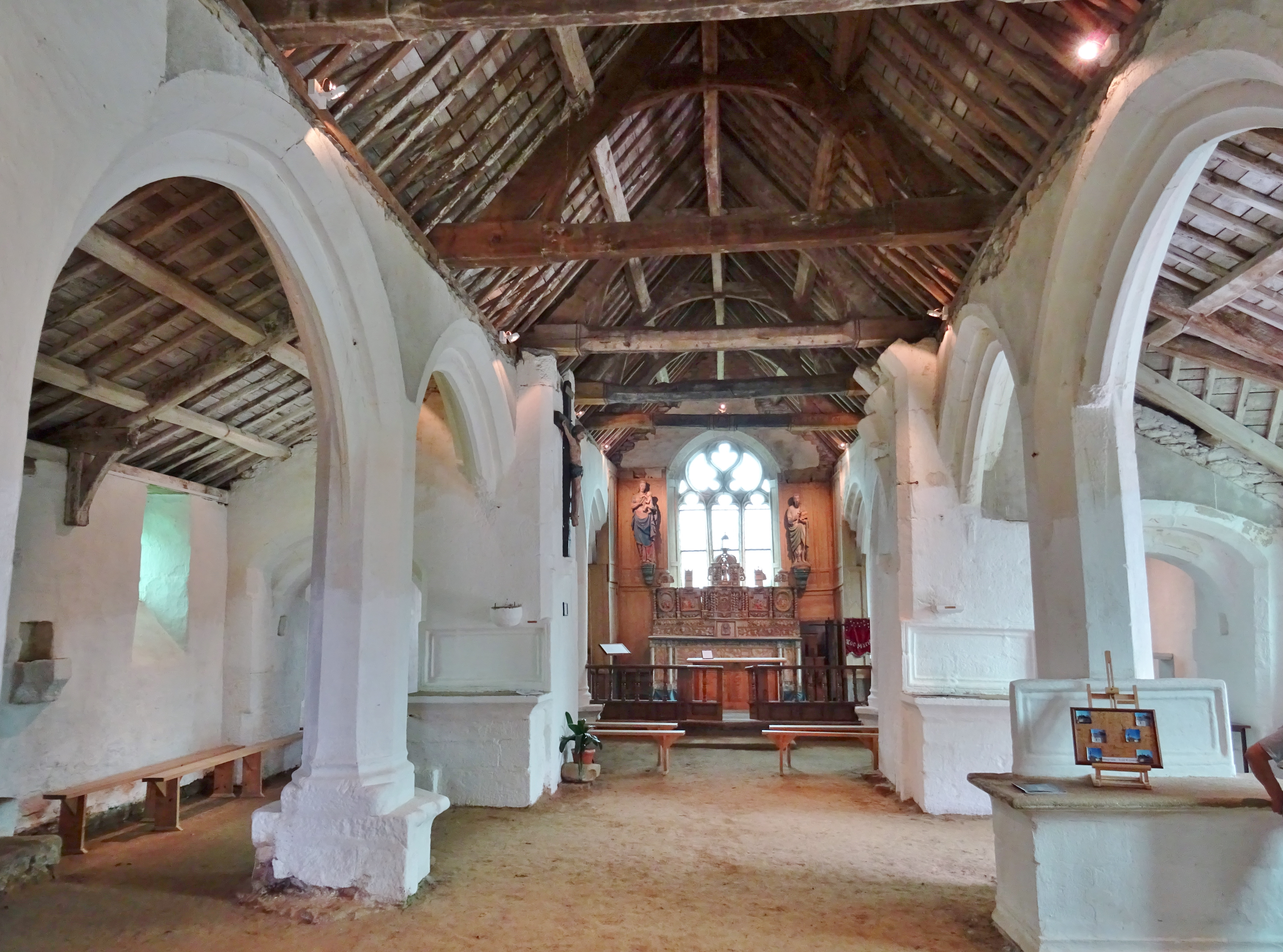
Vue intérieure d'ensemble.
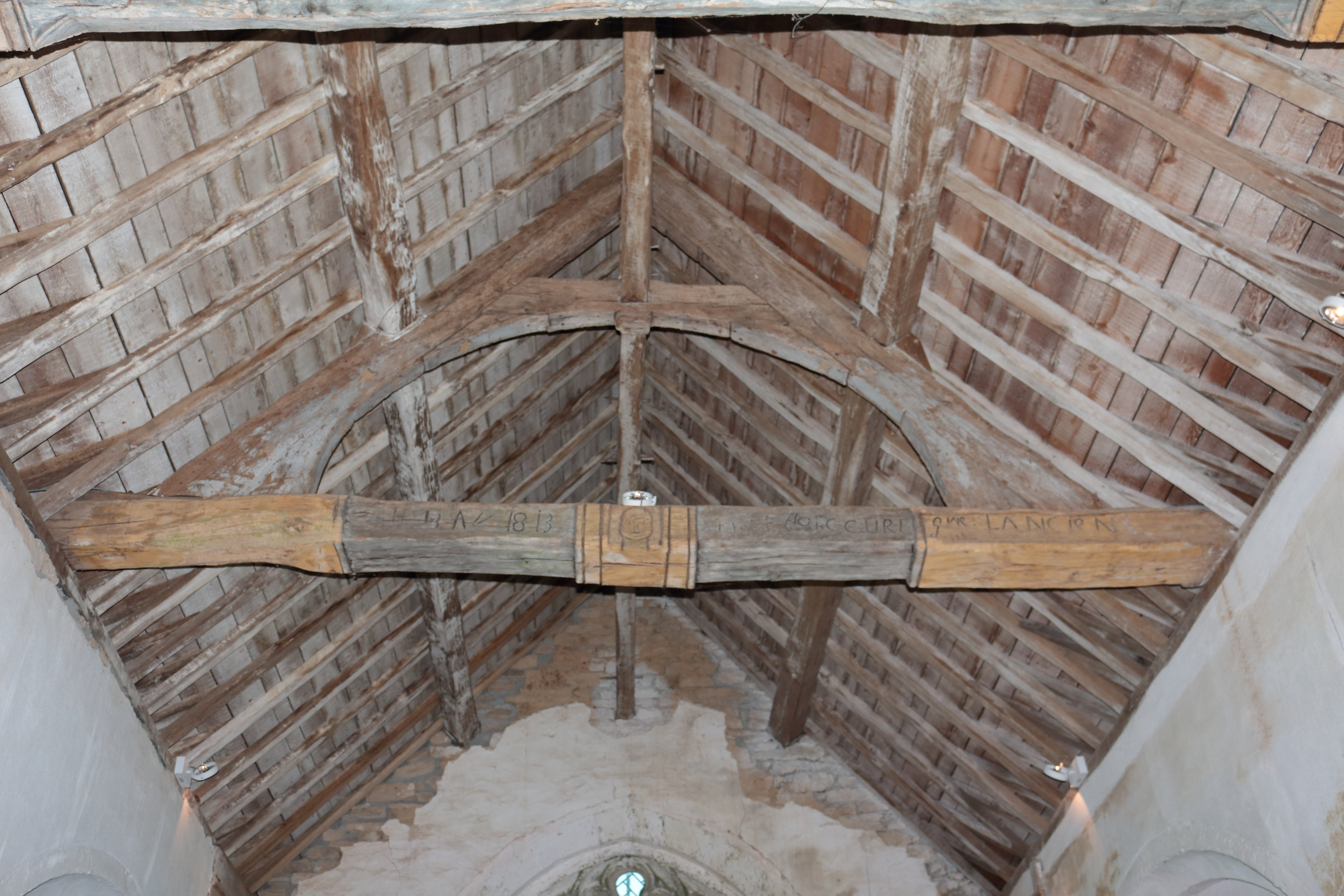
La charpente de la chapelle.
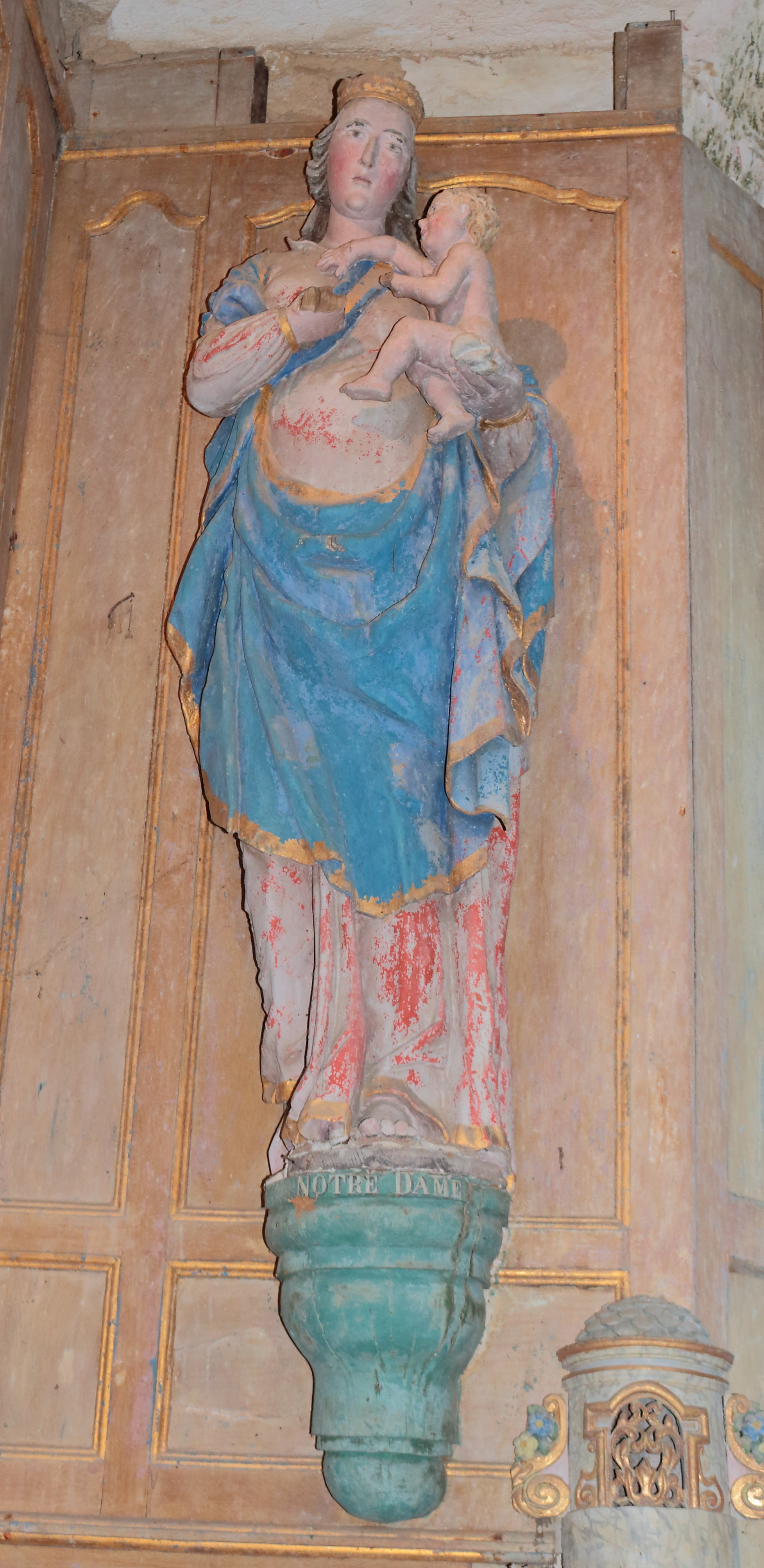
Vierge à l'Enfant dans le chœur de la chapelle.
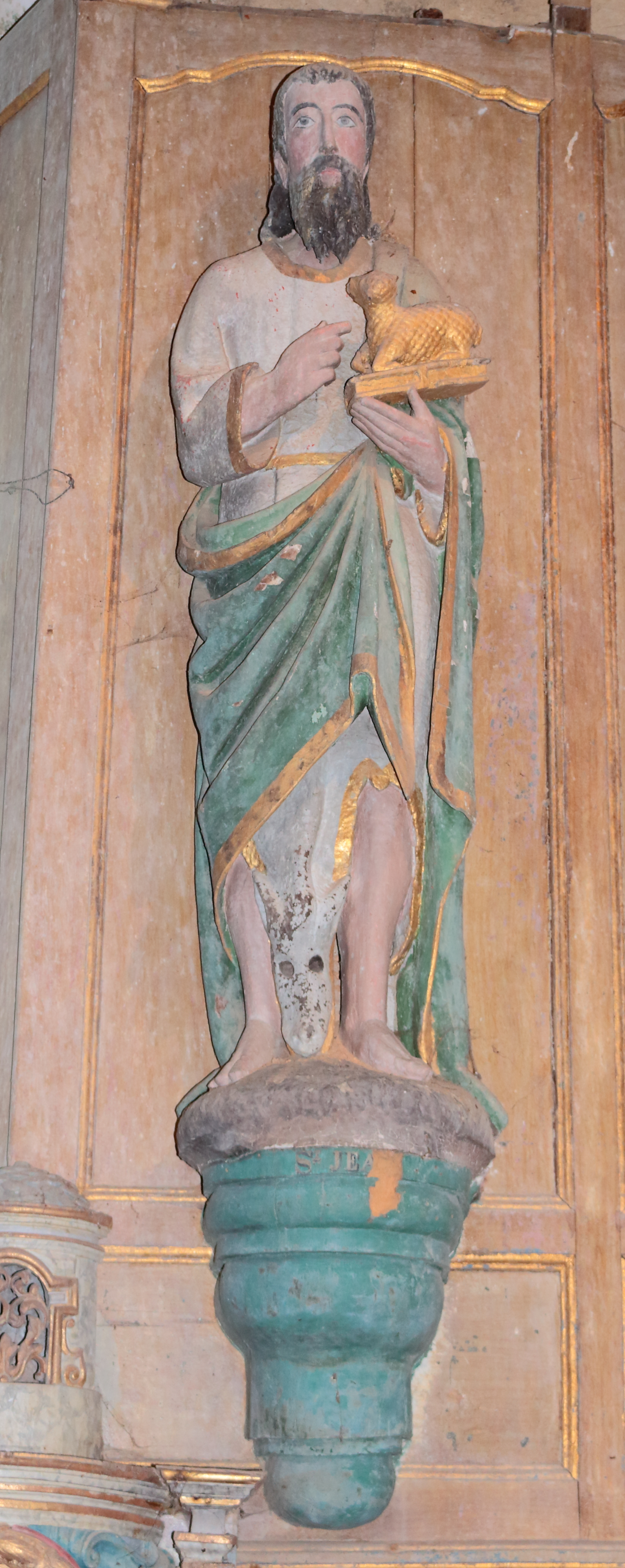
Saint Jean-Baptiste portant l'Agneau dans le chœur de la chapelle.
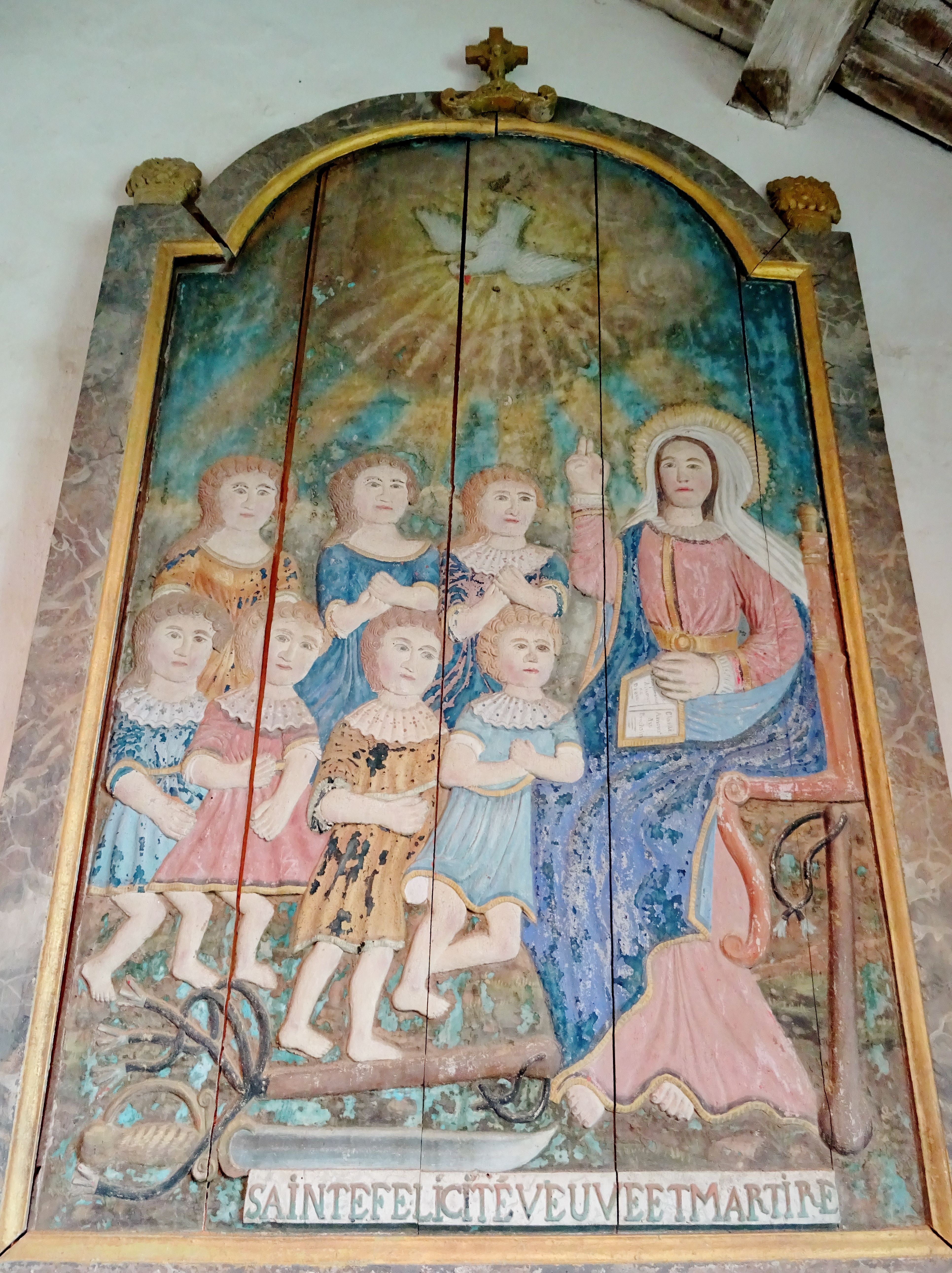
Panneau peint de sainte Félicité faisant l'éducation religieuse aux Sept saints fondateurs de la Bretagne.
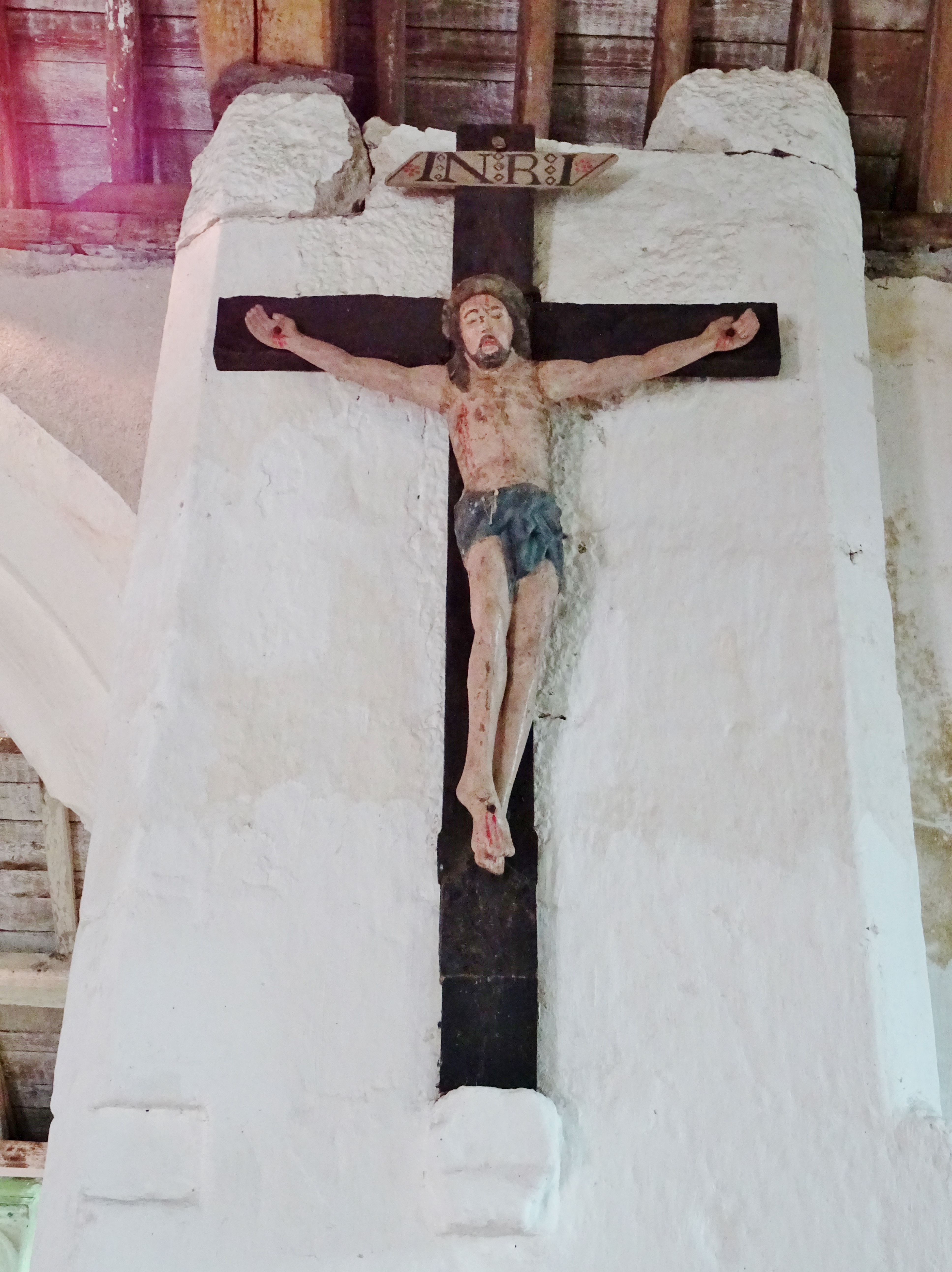
Chapelle Notre-Dame de Locmaria-an-Hent : Christ en croix du XVIIe siècle.
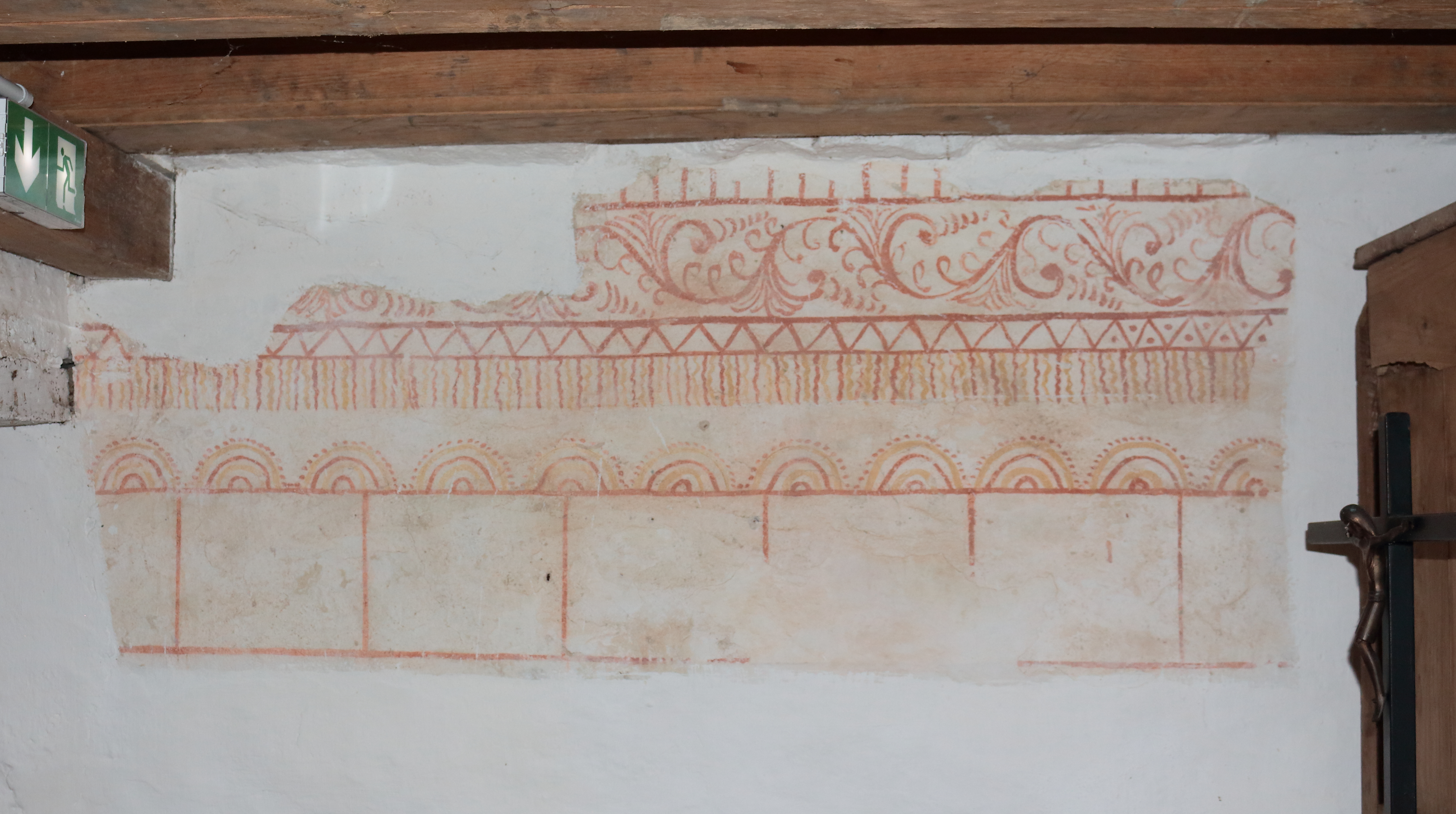
Vestiges de fresques dans la sacristie.

Le Christ en croix date du XVIIe siècle : il est en bois de chêne et les différentes pièces sont assemblées par chevillage ; à l'arrière se trouve un décor peint; ce qui laisse supposer qu'il faisait partie à l'origine d'une Poutre de Gloire ; il a été restauré en 2005-2006.
La chapelle possède une cheminée dans une pièce latérale.